# Хибискус
Хибискус (лат. Hibiscus), у народу познатији и као кинески слез или јапанска ружа, је род од око 200 до 220 врста биљака из породице слезова (Malvaceae), у коју припадају и какао, памук и баобаб. Иако се у целом свету гаји и као украсна биљка природно станиште хибискуса представљају топли и умерени, суπтропски и тропски региони. У род хибискуса спадају и зељасте и дрвенасте биљке (жбунови и ниско дрвеће).

## Порекло
Хибискус је пореклом са простора данашње Индије и Кине. Многи су сматрали да ова биљка потиче из Сирије, где се зове сиријска ружа. Иако није познат тачан датум доношења хибискуса на тло Европе, многи стручњаци сматрају да је то било током 1731. по повратку биолога са истраживачких радова из Азије. До 1786. године описане су три врсте хибискуса. Иако је до сада познато преко 200 врста, тај број константно расте.

## Опис биљке
Хибискус обухвата биљке најчешће малог и патуљастог раста. Међутим, постоје и неке врсте које достижу висину и до 4 m, док им је у собним условима максимална висина око 150 cm. У тропским и суптропским крајевима расте у дивљини, док се у Европи негује као украсно биље. У Средоземљу обично расте као дрвце. Уколико се гаји у повољним условима, његова величина у првим годинама развоја се током године удвостручује. 
Доба цветања зависи од места на којем расте. Најчешће је то од касног пролећа до ране јесени. Број цветова зависи од величине биљке. Најчешће се ради о цвету са 4 до 8 латица, чија величина износи од 1 до 20 cm. Цветови су разнобојни. Заступљене су готово све нијансе црвених, белих, наранџастих, плавих, розе и љубичастих боја. Неретко знају да буду и шарени.
Мирис хибискуса у највећој мери је благих нота.

## Употреба
Многе врсте узгајају се због њихових раскошних цветова или се користе као украсно жбуње. Хибискус је главни састојак многих биљних чајева.
Једна врста хибискуса, познатија као Канаф, користи се за производњу папира, док се врста Hibiscus sabdariffa користи као поврће и за производњу чајева и џема, нарочито на Карибима. 
У Мексику се користи за производњу Јамајске воде, популарног пића специфичне боје и укуса.
У Египту и Судану веома је распрострањена каркада, чај добијен од хибискусових латица. 
Хибискус је нашао примену и у козметичкој индустрији. Користи се за производњу препарата за негу. Неки народи користили су његово цвеће као дар боговима.

## Национални симболи
Неке врсте хибискуса проглашене су за националне симболе држава. Тако је врста Hibiscus syriacus постала заштитни знак Јужне Кореје, док су Малежани прогласили врсту Hibiscus rosa-sinensis за национални цвет.

## Старање
Уколико се хибискус гаји као кућна биљка, најбоље је не излагати га температурама испод 10°C и изнад 27°C. Уколико се држи на идеалној температури од око 20°C, биљка ће цветати непрекидно током године. Превелика количина воде може проузроковати труљење корена, те се препоручује да се хибискус залива умерено, сходно годишњем добу. Свеж ваздух и велика влажност припомажу расту и развоју биљке. 
Недостатак влаге може проузроковати опадање пупољака, док се ситњење листова и нецветање везује за недостатак минерала у земљи. До опадања листова долази због неравномерног заливања током године.

## Врсте
Хибискус је веома распрострањена биљка. Иако је била тема многих истраживања, тачан број врста хибискуса није познат. Процењује се да он износи од 200 до 220.
- Хибискус

## Извори и референце
1. ↑  „herbateka.eu о хибискусу”. Архивирано из оригинала 18. 12. 2008. г. Приступљено 29. 4. 2013.